# Las Vegas Strip

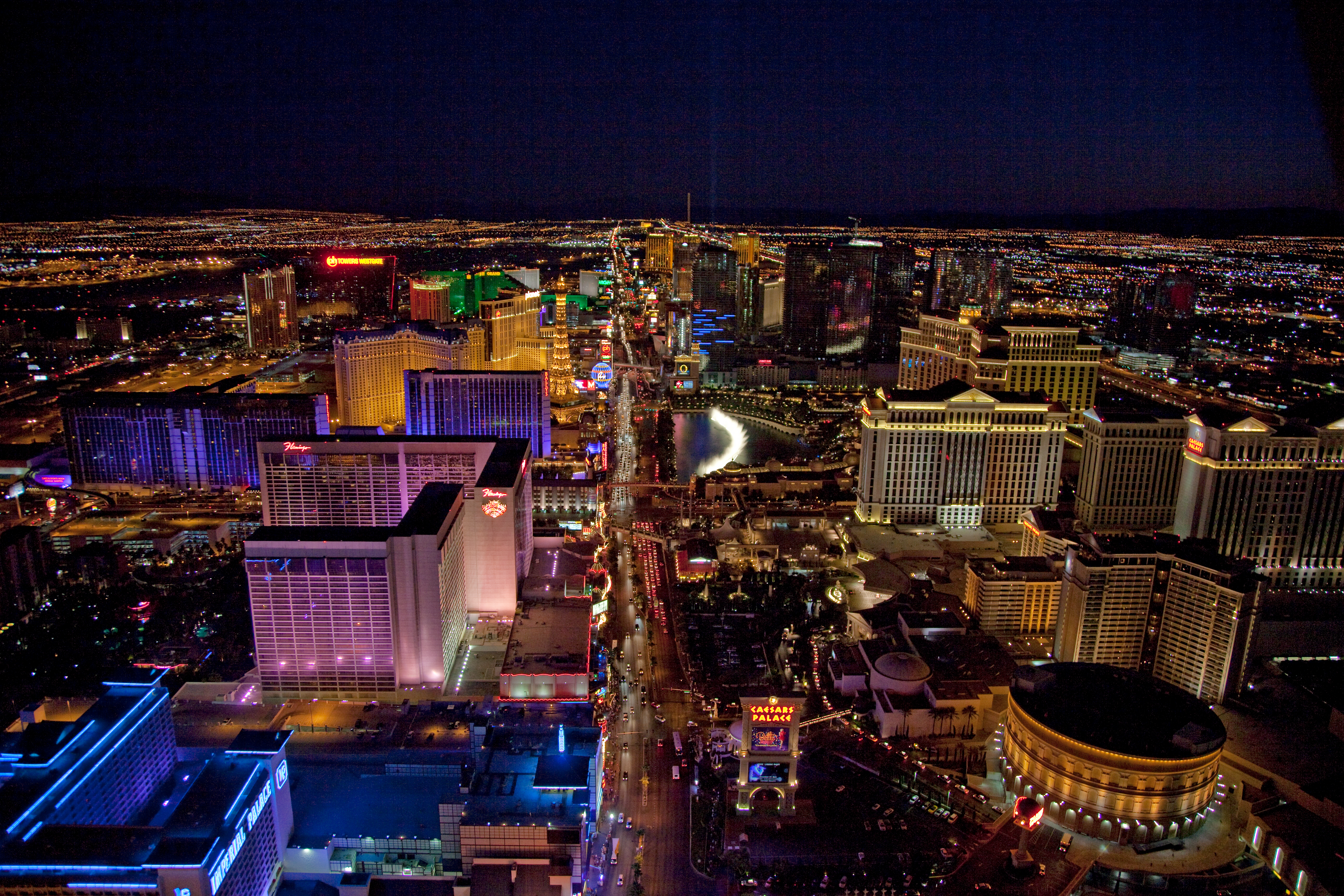
Noční pohled na Strip

Las Vegas Strip je bulvár o délce 6,8 km v metropolitní oblasti Las Vegas v Nevadě v USA, součást ulice Las Vegas Boulevard. Strip se nenachází přímo ve městě Las Vegas, ale v přilehlém okrese Clark County. Začíná u jižní hranice Las Vegas a pokračuje na jih přes Winchester a Paradise.
Na Stripu se nachází řada největších hotelů, kasin a zábavních resortů na světě, což z něj dělá jednu z nejznámějších nejikoničtějších turistických destinací v USA i na světě.
V oblasti Stripu došlo 1. října 2017 ke střelbě z hotelu Mandalay Bay, při níž pachatel Stephen Paddock zabil 58 lidí na blízkém country festivalu.

## Známé stavby
Kopie památek
- Paris Las Vegas Resort & Casino
- Luxor Las Vegas
- The Venetian Las Vegas
- Caesars Palace

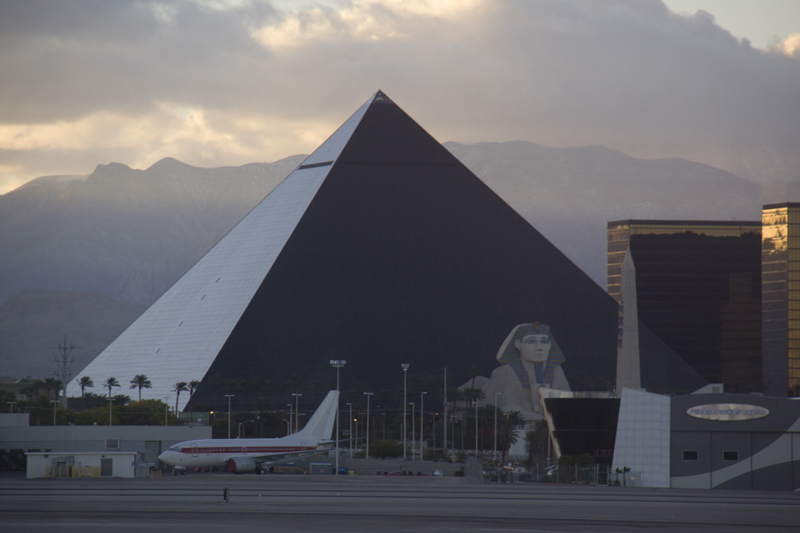
Hotel Luxor na bulváru Strip

- New York-New York Hotel and Casino

Kasina a hotely
- Riviera
- Planet Hollywood Resort & Casino
- Vdara Hotel & Spa
- Mirage Hotel and Casino
- Bally's Las Vegas

Ostatní
- Muzeum voskových figurín Madame Tussaud Las Vegas
- The Big Shot